# Гаури, Ясмин
Ясмин Гаури (англ. Yasmeen Ghauri, урду یاسمین غوری‎; род. 23 марта 1971, Монреаль, Квебек) — канадская супермодель.

## Биография
Родилась 23 марта, 1971 в городе Монреаль, Канада в семье пакистанца и немки. Её отец был имамом.
Модельную карьеру начала с 17 лет. Учась в школе, работала в Макдоналдсе, где Ясмин заметил скаут модельного агентства.
Родители Ясмин были против карьеры модели.
Она работала на подиуме для Yves Saint Laurent, Christian Dior, Givenchy, Chanel, Christian Lacroix, Vivienne Westwood, Alexander McQueen, Jean Paul Gaultier, Lanvin, Valentino, Armani, Prada, Gianfranco Ferrè, Donna Karan, Ralph Lauren, Oscar de la Renta, Michael Kors, Calvin Klein, а также Victoria's Secret.
Ясмин была лицом таких марок, как Christian Dior, Chanel, Emmanuel Ungaro, Escada, Gianfranco Ferrè, Versace, Hermès, Lanvin, Oscar de la Renta, Ralph Lauren, Revlon, Sonia Rykiel и Valentino.
Появлялась на обложках таких журналов, как «Cleo», «Marie Claire» (Австралия, Франция, Италия, Испания, Великобритания), «Shape», «Photo Life», «Flare», «ELLE» (Франция, Германия, Италия, Мексика, Сингапур, Великобритания, США), «Vogue» (Германия, Испания и Италия) и «Cosmopolitan» (США).